# Uroš Ćosić
Uroš Ćosić (en serbe cyrillique : Урош Ћосић), est un footballeur serbe né le 24 octobre 1992 à Belgrade. Il évolue au poste de défenseur.

## Biographie
Uroš Ćosić participe au championnat d'Europe des moins de 19 ans 2011 avec la sélection serbe. Son équipe atteint le stade des demi-finales, en se faisant éliminer par la Tchéquie.

## Palmarès
- Vainqueur de la Coupe de Serbie en 2012 avec l'Étoile rouge de Belgrade
- Championnat de Grèce en 2018